# Иван Попов (ВМРО)
Вижте пояснителната страница за други личности с името Иван Попов.
Иван Попов с псевдоним Буков е български революционер, деец на Вътрешната македонска революционна организация.

## Биография
Иван Попов е роден в 1885 година в село Голешово, тогава в Османската империя, днес в България. Завършва средно образование. След 1919 година участва във възстановяването на ВМРО.
През септември 1924 година е делегат от Демирхисарска околия на Серския окръжен конгрес, който го избира за допълнителен делегат на общия конгрес. През февруари 1925 година е делегат на Шестия конгрес на ВМРО от Серски революционен окръг.